# Vivier-sur-Mer
Vivier-sur-Mer é uma comuna francesa na região administrativa da Bretanha, no departamento Ille-et-Vilaine. Estende-se por uma área de 2,24 km². Em 2010 a comuna tinha 1 053 habitantes (densidade: 470,1 hab./km²).